# Вулиця Василя Касіяна
Ву́лиця Василя́ Касія́на — вулиця в Голосіївському районі міста Києва, житловий масив Теремки-ІІ. Пролягає від проспекту Академіка Глушкова до вулиці Композитора Лятошинського. 
До вулиці Василя Касіяна прилучається вулиці Героїв Маріуполя та Самійла Кішки.

## Історія
Виникла в 70-ті роки XX століття під назвою 3-тя Нова вулиця. Сучасна назва на честь українського художника Василя Касіяна — з 1977 року.
Забудовуватися вулиця почала у 1978 році, коли створювався житловий масив Теремки-II. Більшість житлових будинків по вулиці зведені того ж року, відносяться до серії ММ-640 та 96.